# Ralph Thomas
Pour les articles homonymes, voir Ralph Thomas (homonymie) et Thomas.
Ralph Thomas, né le 10 août 1915 à Hull (Yorkshire) et mort le 17 mars 2001 à Londres, est un réalisateur britannique.
Son frère Gerald Thomas était aussi réalisateur de films, et son fils Jeremy Thomas est producteur.
Il tourna souvent avec l'acteur James Robertson Justice. Il travailla aussi avec la productrice Betty E. Box, sa belle-sœur, femme de son frère Gerald.

## Filmographie

### Comme réalisateur
- 1949 : Traveller's Joy
- 1949 : La Rose et l'Oreiller (Once Upon a Dream)
- 1949 : Helter Skelter
- 1951 : La Fille aux papillons (The Clouded Yellow )
- 1951 : Appointment with Venus
- 1952 : Enquête à Venise (Venetian Bird)
- 1953 : Week-end à quatre (A Day to Remember)
- 1953 : The Dog and the Diamonds
- 1954 : Toubib or not Toubib (Doctor in the House)
- 1954 : Folle des hommes (Mad About Men)
- 1955 : Opération Tirpitz (Above Us the Waves)
- 1955 : Rendez-vous à Rio (Doctor at Sea)
- 1956 : À tombeau ouvert (Checkpoint)
- 1956 : Whisky, Vodka et Jupon de fer (The Iron Petticoat)
- 1957 : Toubib en liberté (Doctor at Large)
- 1957 : La Vallée de l'or noir  (Campbell's Kingdom)
- 1958 : Sous la terreur (A Tale of Two Cities)
- 1958 : Le vent ne sait pas lire (The Wind Cannot Read)
- 1959 : Les 39 Marches (The 39 Steps)
- 1959 : Entrée de service (Upstairs and Downstairs)
- 1960 : Les Conspiratrices (Conspiracy of Hearts)
- 1960 : L'Amour en pilules (Doctor in Love)
- 1961 : Pas d'amour pour Johnny (No Love for Johnnie)
- 1961 : Non, ma fille, non ! (No My Darling Daughter)
- 1962 : A Pair of Briefs
- 1962 : The Wild and the Willing
- 1963 : Docteur en détresse (Doctor in Distress)
- 1964 : X3, agent secret (Hot Enough for June)
- 1964 : Dernière mission à Nicosie (The High Bright Sun)
- 1966 : Plus féroces que les mâles ou Tueuses (Deadlier Than the Male)
- 1966 : Doctor in Clover
- 1968 : Mandat d'arrêt (Nobody Runs Forever)
- 1969 : Dieu pardonne, elles jamais ! (Some Girls Do)
- 1970 : Doctor in Trouble
- 1971 : Mon petit oiseau s'appelle Percy, il va beaucoup mieux, merci (en) (Percy)
- 1971 : Quest for Love
- 1973 : Mon lit est un vrai champ de bataille (en) (The Love Ban)
- 1974 : Percy's Progress (en)
- 1979 : Le Casse de Berkeley Square (Nightingale Sang in Berkeley Square)